# دیرک هیروخ
دیرک هیروخ (انگلیسی: Dirk Heirweg؛ زادهٔ ۲۷ سپتامبر ۱۹۵۵) دوچرخه‌سوار اهل بلژیک است.